# Forest Hills Tennis Classic 2004
Forest Hills Tennis Classic 2004 — жіночий тенісний турнір, що проходив на відкритих кортах з твердим покриттям у Форест-Гіллс, Нью-Йорк, США. Це був перший турнір Forest Hills Tennis Classic. Проходив у рамках Туру WTA 2004. Тривав з 24 до 28 серпня 2004 року.

## Переможниці та фіналістки

### Одиночний розряд
Олена Лиховцева —  Івета Бенешова 6–2, 6–2
- Для Лиховцевої це був 1-й титул за рік, і 3-й - за кар'єру.